# Abisso Litke
L'abisso Litke è un abisso marino situato a nordest della Groenlandia, circa 350 km a nord delle Isole Svalbard, nel bacino euroasiatico del Mar Glaciale Artico. Con i suoi 5.449 m di profondità è il punto più profondo del Mar Glaciale Artico.

## Etimologia
L'abisso Litke deriva il suo nome dal fatto di essere stato localizzato dalla nave rompighiaccio russa Fyodor Litke nel corso di una spedizione del 1955.